# Лешница (Лозница)
Лешница је насељено место града Лознице у Мачванском округу. Према попису из 2022. било је 3818 становника.

## Прошлост
У Лешници су током Првог светског рата пострадали становници Прњавора. Било је то пред Церску битку. Њих 89 је доведено у Лешницу, где су 4. августа 1914. године стрељани у каналу код жељезничке станице. Жељезничари из Шапца су 1939. године о свом трошку подигли споменике пострадалим српским цивилним жртвама Прњаворцима, у Лешници.
Црква Светог апостола Петра и Павла проглашена је за споменик културе децембра 2022.
У Лешници постоји зграда дома културе подигнута после Другог светског рата као задружни дом.

## Демографија
У насељу Лешница живи 3678 пунолетних становника, а просечна старост становништва износи 37,8 година (36,5 код мушкараца и 39,1 код жена). У насељу има 1516 домаћинстава, а просечан број чланова по домаћинству је 3,12.
Ово насеље је великим делом насељено Србима (према попису из 2002. године).
|  |

| Демографија | Демографија | Демографија |
| Година      | Становника  | Становника  |
| ----------- | ----------- | ----------- |
| 1948.       | 1.552       |             |
| 1953.       | 1.812       |             |
| 1961.       | 2.723       |             |
| 1971.       | 3.692       |             |
| 1981.       | 4.678       |             |
| 1991.       | 4.935       | 4.564       |
| 2002.       | 4.731       | 5.314       |
| 2011.       | 4.276       |             |
| 2022.       | 3.818       |             |

| Етнички састав према попису из 2002.‍ | Етнички састав према попису из 2002.‍ | Етнички састав према попису из 2002.‍ | Етнички састав према попису из 2002.‍ | Етнички састав према попису из 2002.‍ |
| ------------------------------------ | ------------------------------------ | ------------------------------------ | ------------------------------------ | ------------------------------------ |
|                                      |                                      |                                      |                                      |                                      |
| Срби                                 | Срби                                 |                                      | 4.631                                | 97,88%                               |
| Муслимани                            | Муслимани                            |                                      | 15                                   | 0,31%                                |
| Југословени                          | Југословени                          |                                      | 7                                    | 0,14%                                |
| Хрвати                               | Хрвати                               |                                      | 5                                    | 0,10%                                |
| Роми                                 | Роми                                 |                                      | 5                                    | 0,10%                                |
| Црногорци                            | Црногорци                            |                                      | 3                                    | 0,06%                                |
| Румуни                               | Румуни                               |                                      | 2                                    | 0,04%                                |
| Мађари                               | Мађари                               |                                      | 2                                    | 0,04%                                |
| Чеси                                 | Чеси                                 |                                      | 1                                    | 0,02%                                |
| Руси                                 | Руси                                 |                                      | 1                                    | 0,02%                                |
| Македонци                            | Македонци                            |                                      | 1                                    | 0,02%                                |
| Бугари                               | Бугари                               |                                      | 1                                    | 0,02%                                |
| непознато                            | непознато                            |                                      | 38                                   | 0,80%                                |

| Година пописа     | 1948. | 1953. | 1961. | 1971. | 1981. | 1991. | 2002. |
| ----------------- | ----- | ----- | ----- | ----- | ----- | ----- | ----- |
| Број домаћинстава | 367   | 436   | 697   | 969   | 1.277 | 1.458 | 1.516 |

| Број чланова      | 1   | 2   | 3   | 4   | 5   | 6   | 7  | 8 | 9 | 10 и више | Просек |
| ----------------- | --- | --- | --- | --- | --- | --- | -- | - | - | --------- | ------ |
| Број домаћинстава | 264 | 352 | 279 | 351 | 138 | 105 | 17 | 7 | 3 | 0         | 3,12   |

| Пол    | Укупно | Неожењен/Неудата | Ожењен/Удата | Удовац/Удовица | Разведен/Разведена | Непознато |
| ------ | ------ | ---------------- | ------------ | -------------- | ------------------ | --------- |
| Мушки  | 1.899  | 541              | 1.230        | 65             | 45                 | 18        |
| Женски | 2.022  | 351              | 1.257        | 328            | 73                 | 13        |
| УКУПНО | 3.921  | 892              | 2.487        | 393            | 118                | 31        |

| Пол    | Укупно                    | Пољопривреда, лов и шумарство | Рибарство                            | Вађење руде и камена | Прерађивачка индустрија       |
| ------ | ------------------------- | ----------------------------- | ------------------------------------ | -------------------- | ----------------------------- |
| Мушки  | 962                       | 211                           | 1                                    | 4                    | 261                           |
| Женски | 593                       | 213                           | 0                                    | 0                    | 119                           |
| УКУПНО | 1.555                     | 424                           | 1                                    | 4                    | 380                           |
| Пол    | Производња и снабдевање   | Грађевинарство                | Трговина                             | Хотели и ресторани   | Саобраћај, складиштење и везе |
| Мушки  | 12                        | 149                           | 98                                   | 22                   | 49                            |
| Женски | 0                         | 9                             | 75                                   | 17                   | 13                            |
| УКУПНО | 12                        | 158                           | 173                                  | 39                   | 62                            |
| Пол    | Финансијско посредовање   | Некретнине                    | Државна управа и одбрана             | Образовање           | Здравствени и социјални рад   |
| Мушки  | 2                         | 12                            | 52                                   | 21                   | 12                            |
| Женски | 1                         | 13                            | 10                                   | 29                   | 49                            |
| УКУПНО | 3                         | 25                            | 62                                   | 50                   | 61                            |
| Пол    | Остале услужне активности | Приватна домаћинства          | Екстериторијалне организације и тела | Непознато            | Непознато                     |
| Мушки  | 17                        | 0                             | 0                                    | 39                   | 39                            |
| Женски | 21                        | 1                             | 0                                    | 23                   | 23                            |
| УКУПНО | 38                        | 1                             | 0                                    | 62                   | 62                            |

## Значајни људи

### Рођени у Лешници
- Драган Пантелић, фудбалер

## Галерија
- Црква Св. Петра и Павла
- Споменик НОБ-а
- Чесма
- Задружни дом